# 宋朝伊斯蘭教
宋朝伊斯蘭教，是指伊斯兰教在宋朝中国的发展。

## 发展
唐朝时，穆斯林开始到中国进行贸易，直到宋朝影响更大。穆斯林在西方与南方贸易中佔优势，他们负责市舶司。伊朗人伊本·西那的回回藥方提到的藥材很多來自宋代，当时阿拔斯王朝的一千零一夜中有故事提及中国。
南宋時期，由於與東南亞、南亞及阿拉伯世界的海上貿易頻繁，來自波斯灣和東南亞的穆斯林商人湧入中國東南沿海的主要港口城市，如泉州、廣州、溫州和揚州。他們的社會地位與唐朝時期相似，部分甚至進入中國政府擔任地方官員，例如蒲壽庚。南宋政府透過外交與貿易與伊斯蘭世界保持聯繫，開放港口促進海外貿易，吸引了大量穆斯林商人遷入沿海地區，其中泉州成為主要聚居地之一。同時，北方的遼與金也與中亞的穆斯林國家（如喀喇汗王朝）維持貿易與外交關係，使得伊斯蘭文化逐漸在北方發展。與唐朝相比，宋、遼、金時期中國的穆斯林人口顯著增加，穆斯林社群開始適應當地社會，尋找自身的文化認同與歸屬。然而，大部分穆斯林仍以「蕃客」的身份居留中國，只有少數歸化並進入官方機構。相比之下，北方的穆斯林較能與契丹統治者融合。整體而言，這一時期的伊斯蘭教仍處於發展初期，主要依賴商貿路線傳播，並隨著穆斯林商人的遷徙在中國東南沿海和內陸水路沿線逐步擴展。這些商人構成中國穆斯林的第一批移民（後續的蒙古時期為第二批，明清時期則是第三批）。伊斯蘭教的發展直到元朝才真正開始扎根並壯大。

## 移民中国
1070年，宋神宗邀请5300个布哈拉黑汗王朝治下的阿拉伯移民中国。他们负责防禦契丹，被安置北宋都城汴梁与辽朝燕京之间。1080年他们去到中国東北。其他在南方的为蕃客，最著名的是蒲壽庚。